# كيريل ديسبودوف
كيريل ديسبودوف (11 نوفمبر 1996 في بلغاريا - ) (بالبلغارية: Кирил Василев Десподов)‏ هو لاعب كرة قدم بلغاري في مركز الهجوم. شارك مع منتخب بلغاريا تحت 17 سنة لكرة القدم ومنتخب بلغاريا تحت 19 سنة لكرة القدم ومنتخب بلغاريا تحت 21 سنة لكرة القدم ومنتخب بلغاريا لكرة القدم. أما مع النوادي، فقد لعب مع نادي ليتكس لوفتش وPFC Litex Lovech II ‏.

## وصلات خارجية
- كيريل ديسبودوف على موقع الاتحاد الدولي (مؤرشف)  (الإنجليزية)
- كيريل ديسبودوف على موقع الاتحاد الأوربي (الإنجليزية)
- كيريل ديسبودوف على موقع قاعدة بيانات كرة القدم.إي يو (الإنجليزية)
- كيريل ديسبودوف على موقع بيانات كرة القدم. دي إي (الألمانية)
- كيريل ديسبودوف على موقع ليكيب (الفرنسية)
- كيريل ديسبودوف على موقع ناشيونال فوتبول تيمز (الإنجليزية)
- كيريل ديسبودوف على موقع Soccerbase.com (لاعب) (الإنجليزية)
- كيريل ديسبودوف على موقع Soccerway.com (الإنجليزية)
- كيريل ديسبودوف على موقع عالم كرة القدم.نت (الإنجليزية)